# Jom haScho’a

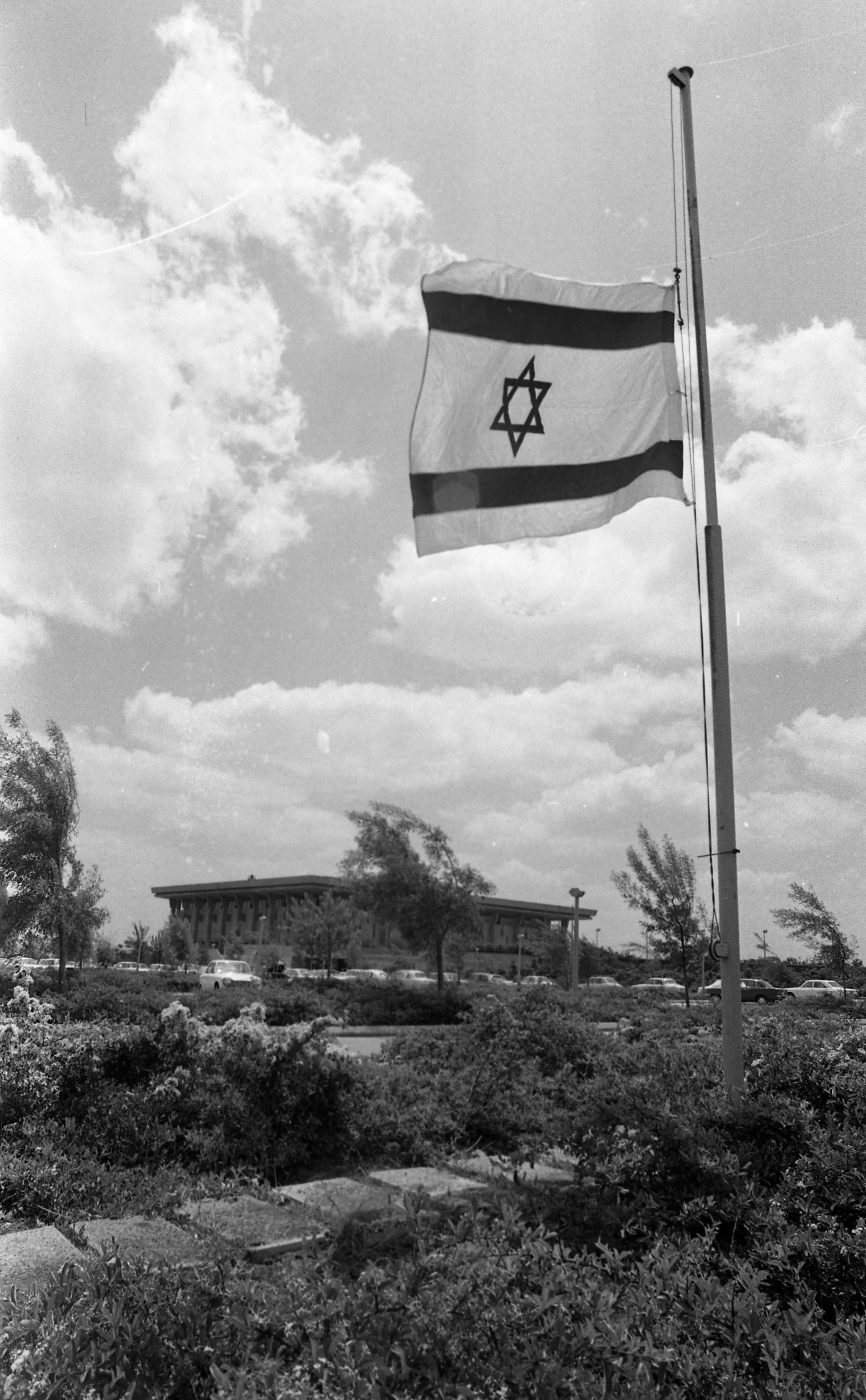
Fahne der Knesset auf halbmast am Jom haScho’a (1998)

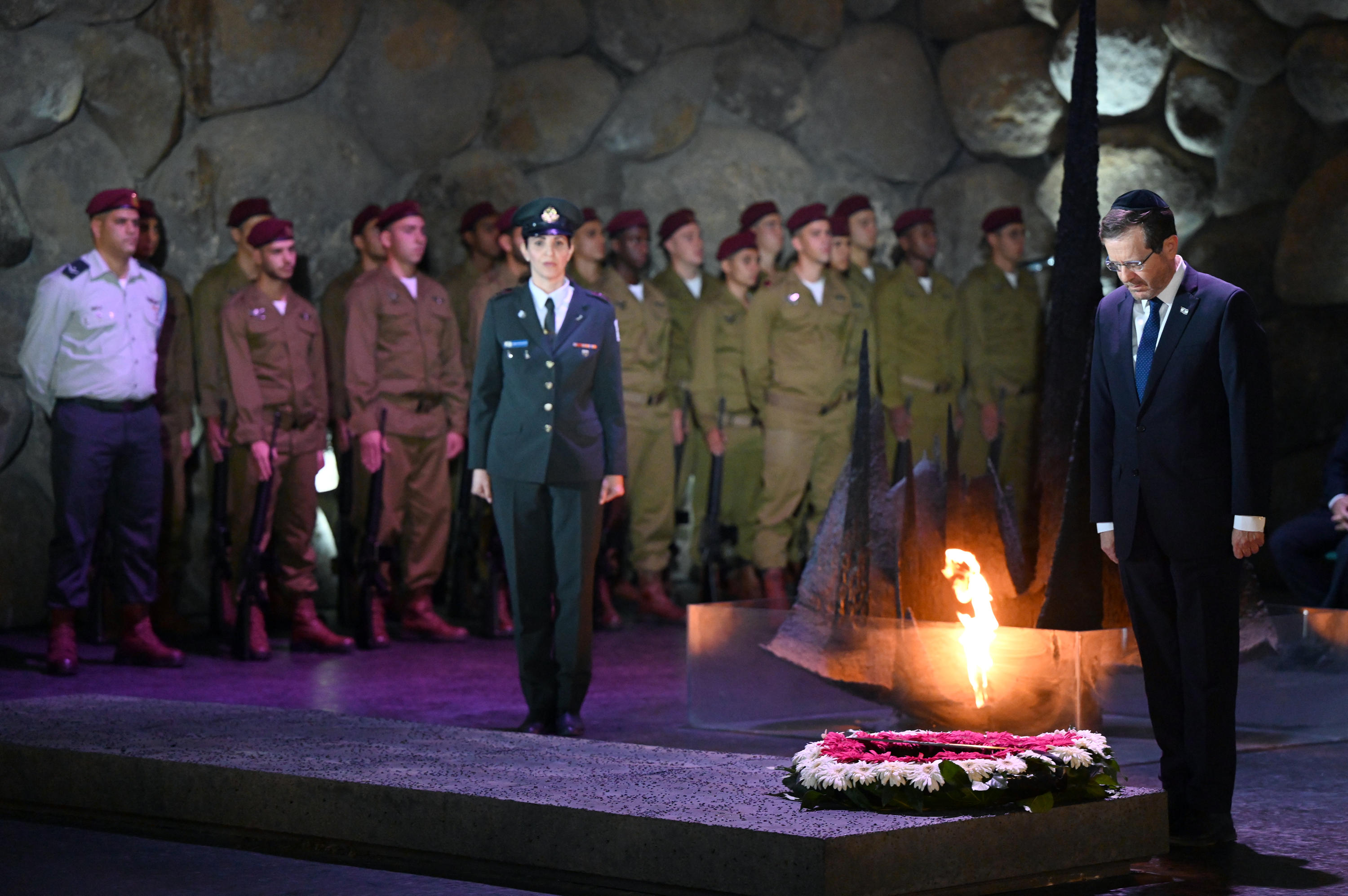
Gedenkveranstaltung 2023 in Yad Vashem, rechts im Bild Jitzchak Herzog, Präsident Israels

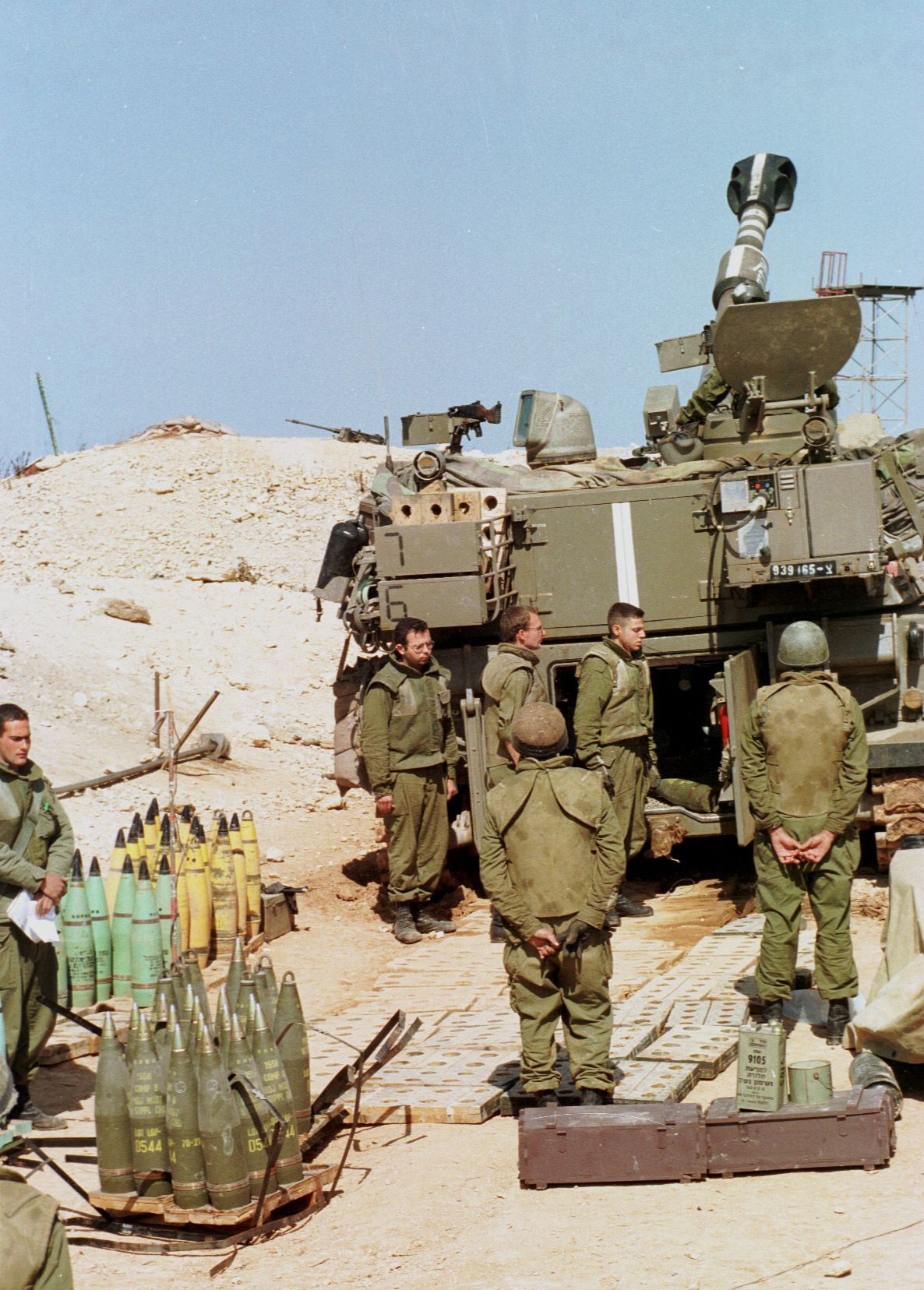
Israelische Soldaten unterbrechen während der Operation Früchte des Zorns die Kampfhandlungen zum Gedenken (1996)

Jom haScho’a (Yom Hashoah) oder Jom haZikaron laScho’a weLaGwura (hebräisch יום הזיכרון לשואה ולגבורה, „Tag des Gedenkens an die Schoah und das Heldentum“) ist ein israelischer nationaler Gedenktag für die Opfer der Schoah (des Holocausts), den jüdischen Widerstand gegen die Judenverfolgung durch Hitlerdeutschland und das Heldentum der jüdischen Untergrundkämpfer.

## Charakteristik
Als Gedenktag wurde der 27. Nisan des jüdischen Kalenders festgelegt. Jüdischer Tradition entsprechend dauert er vom Sonnenuntergang des Vortags bis zum folgenden Abend. Ist der 27. Nisan ein Freitag, so wird der Gedenktag auf den 26. Nisan vorverlegt. Ist er ein Sonntag, dann erfolgt die Verlegung auf den 28. Nisan. Ursprünglich wurde der 14. Nisan vorgeschlagen, das Datum des Beginns des Aufstands im Warschauer Ghetto (19. April 1943). Da dies nur einen Tag vor dem Pessach-Fest ist, wurde das Ansinnen jedoch verworfen.
Das Datum des Jom haScho’a wurde unter David Ben Gurion und Jitzchak Ben Tzwi am 21. April 1951 von der Knesset festgesetzt. Zu seiner Gestaltung wurden zunächst keine Regelungen getroffen. Als sich zeigte, dass der Gedenktag im öffentlichen Leben kaum berücksichtigt wurde, entstanden Initiativen zu einer gesetzlichen Regelung. In der Folge wurde das Gesetz zum Gedenktag an Shoa und Heldentum im April 1959 von der Knesset verabschiedet und zwei Jahre später noch einmal novelliert, wodurch der Tag seitdem den Charakter eines ernsten nationalen Feiertags hat. Genau eine Woche später, am 4. Ijjar, folgt Jom haZikaron, der „Gedenktag an die gefallenen israelischen Soldaten und Opfer des Terrorismus“, sodass die ganze dazwischen liegende Woche ein Gepräge von Trauer und Gedenken erhält.
Zur Eröffnungszeremonie am Vorabend des Jom haScho’a werden üblicherweise sechs Fackeln entzündet, die symbolisch für die sechs Millionen jüdischen Opfer des Holocaust stehen. Der Morgen beginnt mit Gedenkveranstaltungen in Yad Vashem. Im gesamten Land heulen um 10 Uhr für zwei Minuten die Sirenen (hebräisch צפירה Tzfira). Der öffentliche Nahverkehr und normalerweise auch alle anderen Fahrzeuge halten an, die meisten Passanten bleiben schweigend stehen. Zu Füßen der sechs Fackeln in Yad Vashem werden Kränze von Vertretern verschiedener Institutionen und Gruppen Überlebender niedergelegt.
Während Jom haScho’a sind sehr viele öffentliche Einrichtungen in Israel geschlossen, im Fernsehen und Radio laufen keine Unterhaltungssendungen, sondern Trauermusik oder Dokumentationen zum Holocaust. Alle Fahnen wehen auf halbmast. Bei Gedenkveranstaltungen wird das Gebet El male rachamim vorgetragen.
Ultraorthodoxe Juden (Charedim) nehmen nicht an den Feierlichkeiten teil, da die Halacha Trauertage im Monat Nisan untersagt. Sie gedenken der Holocaust-Opfer an traditionellen Trauertagen, die es schon vor dem Zweiten Weltkrieg gab, wie Tischa beAv, an dem der Zerstörung des Tempels gedacht wird, oder am 10. Tevet, einem Fastentag, der auch die Jahrzeit für Opfer der Schoa ist, deren Todestag nicht bekannt ist.
Am Jom haScho’a führen Tausende meist jugendlicher Juden, insbesondere Studenten, einen Gedenkmarsch vom KZ Auschwitz zum KZ Auschwitz-Birkenau durch. Dies wird mittlerweile, in Bezug auf die Todesmärsche von KZ-Häftlingen, als Marsch der Lebenden bezeichnet.
In jüngerer Zeit haben auch andere Staaten oder deren jüdische Gemeinden den Holocaust-Gedenktag übernommen. So fand zum Beispiel am 3. Mai 2005 in Berlin eine Gedenkstunde der jüdischen Gemeinde statt. Im Anschluss wurden die Namen der 55.696 Berliner Juden verlesen, die den Holocaust nicht überlebt haben. Die Lesung dauerte bis spät in den Abend des 4. Mai.

## Jom haScho’a im gregorianischen Kalender
Das Datum dieses Tages variiert nach dem gregorianischen Kalender, da der jüdische Kalender immer nach dem Mond neu berechnet wird. Er fällt auch im jüdischen Kalender nicht immer auf den 27. Nisan, da Trauertage nicht auf den Schabbat fallen oder an diesen angrenzen sollen. Ein auf Freitag oder Sonnabend fallender Jom haScho’a wird auf den Donnerstag vorgezogen (2021 und 2025), ein auf den Sonntag fallender auf Montag verschoben (2024). Bei den gregorianischen Daten der Tabelle ist zu beachten, dass der jüdische Tag bereits nach dem Sonnenuntergang des Vortages beginnt.
| Jüdisches Jahr | Gregorianisches Datum |
| -------------- | --------------------- |
| 5784           | 6. Mai 2024           |
| 5785           | 24. April 2025        |
| 5786           | 14. April 2026        |
| 5787           | 4. Mai 2027           |

## Besonderheiten an einzelnen Jahrestagen der vergangenen Jahre
Am 28. April 2022 legte erstmals ein Vorstandsvorsitzender der Deutschen Bahn einen Kranz in Yad Vashem nieder. Die Deutsche Bahn ist ein Nachfolgeunternehmen der Deutschen Reichsbahn, die maßgeblich an der Deportation von Juden in die Vernichtungslager beteiligt war. (Siehe hierzu beispielhaft: Deportation von Juden aus Deutschland.)